# توما ووکلر
توما ووکلر (تلفظ فرانسوی: [tɔ.ma vœ.klɛʁ]؛ زادهٔ ۲۲ ژوئن ۱۹۷۹) رکابزن حرفه‌ای سابق اهل فرانسه است که از سال ۲۰۰۱ تا ۲۰۱۷ عضو دایرکت انرژی بود و در رشتهٔ دوچرخه‌سواری جاده فعالیت می‌کرد. او در سال ۲۰۱۲ برندهٔ رده‌بندی کوهستان در تور دو فرانس شد.
ووکلر یکی از برجسته‌ترین رکابزنان فرانسوی زمان خود بود و به دلیل عملکرد قدرتمند در دوره‌های مختلف تور دو فرانس با لفظ «قهرمان ملی» از او یاد می‌شد.

## آغاز زندگی
ووکلر در شیلتیگهایم زاده شد و دوچرخه‌سواری حرفه‌ای را در سال ۲۰۰۱ آغاز کرد. اهل ناحیهٔ آلزاس بود، ولی بعداً به مارتینیک رفت.

## فعالیت حرفه‌ای

### سال‌های نخست

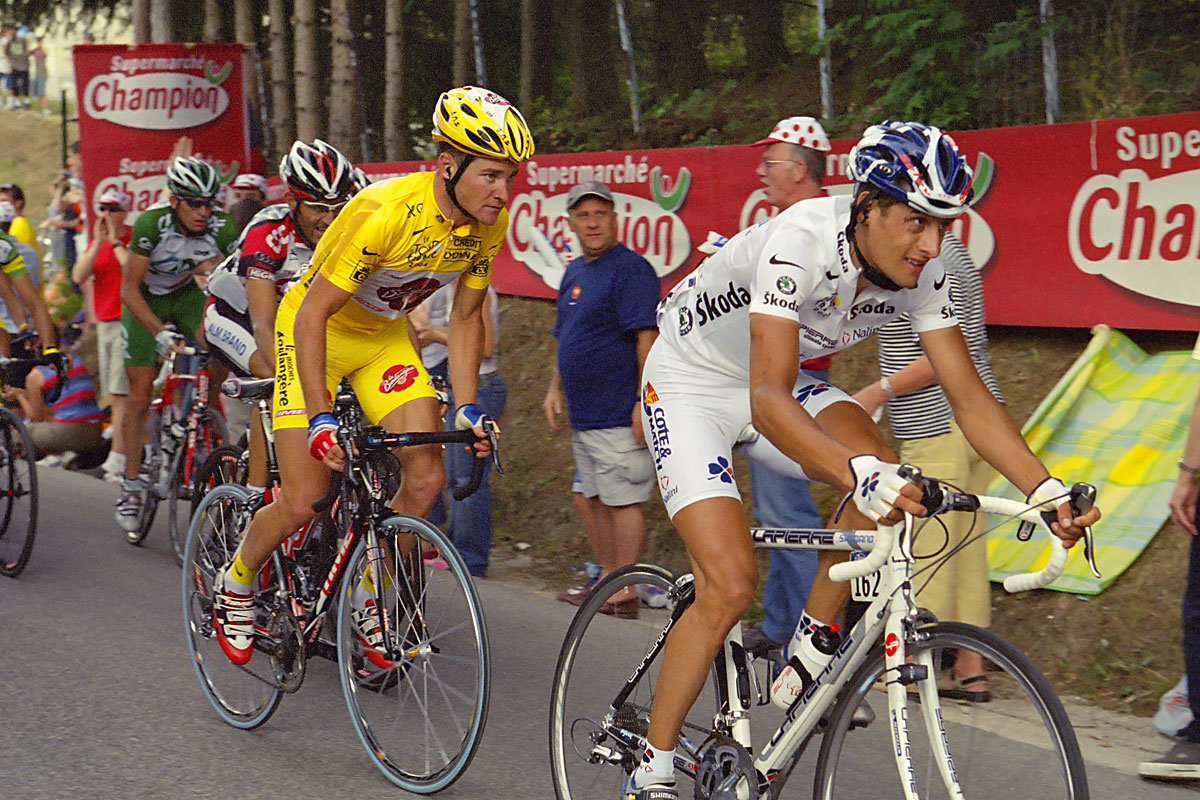
ووکلر با پیراهن طلایی در تور دو فرانس ۲۰۰۴

ووکلر در سال ۲۰۰۳ برندهٔ دو مرحله و قهرمان تور لوکزامبورگ شد. در سال بعد، ناگهان در دنیای دوچرخه‌سواری، شهرت بین‌المللی پیدا کرد. پس از پیروزی در مسابقات قهرمانی استقامت جاده فرانسه، وارد تور دو فرانس ۲۰۰۴ شد. در مرحلهٔ پنجم همراه گروه پنج نفره‌ای فرار کرد و برتری زمانی قابل توجهی نسبت به گروه اصلی به دست آورد و در پایان مرحله، پیراهن طلایی را به تن کرد. سپس به مدت ده روز و حتی در مراحلی که متناسب با قدرت او نبود، این پیراهن را حفظ کرد.
به تن کردن پیراهن طلایی و توجه شدید رسانه‌ها به ووکلر باعث قدرتمندتر شدن او شد. ولی در نهایت در مرحلهٔ پانزدهم که در آلپ برگزار می‌شد، تسلیم شد و پیراهن طلایی را به لانس آرمسترانگ واگذار کرد. همچنین پیراهن سفید را به ولادیمیر کارپیتز داد؛ ولی با این وجود قهرمان ملی بود.
در فصل ۲۰۰۵ ووکلر در رقابت‌های زیادی شرکت کرد که برخی از آنها مناسب شرایط رکابزنی او نبود. تنها پیروزی این فصل برای او در مرحلهٔ سوم مسابقهٔ چهار روزهٔ دانکرک به دست آمد. در فصل ۲۰۰۶ برندهٔ مرحلهٔ پنجم تور باسک شد. همچنین در پاریس–بورژ پیروز شد.
در فصل ۲۰۰۷ ووکلر در جایزه بزرگ غرب فرانسه پیروز شد و با فرار دیرهنگام خود، بخت‌های قهرمانی را شکست داد. در فصل ۲۰۰۸ برندهٔ مسابقهٔ سرت شد و در فصل ۲۰۰۹ با پیروزی در مرحلهٔ پنجم تور دو فرانس، نخستین پیروزی خود در این تور را کسب کرد. ووکلر که بیشتر زمان مسابقه جزء گروه پیشتاز بود، در ۵ کیلومتری خط پایان فرار کرد و برندهٔ مرحله شد.

### فصل ۲۰۱۰
در فصل ۲۰۱۰ ووکلر برای دومین بار قهرمان مسابقات جاده فرانسه شد و بعداً در دپارتمان وانده این پیروزی را بهترین لحظهٔ دوران حرفه‌ای خود دانست. در تور دو فرانس، پس از چند حملهٔ ناموفق، در مرحلهٔ پانزدهم پیروز شد. در ۱۰ کیلومتری خط پایان پیش از رأس سربالایی باله فرار کرد و بیش از یک دقیقه جلوتر از تعقیب کنندگان از خط پایان در بانیر-د-لوشون گذشت. در سپتامبر، ووکلر برندهٔ نخستین دورهٔ جایزه بزرگ کبک شد.

### فصل ۲۰۱۱

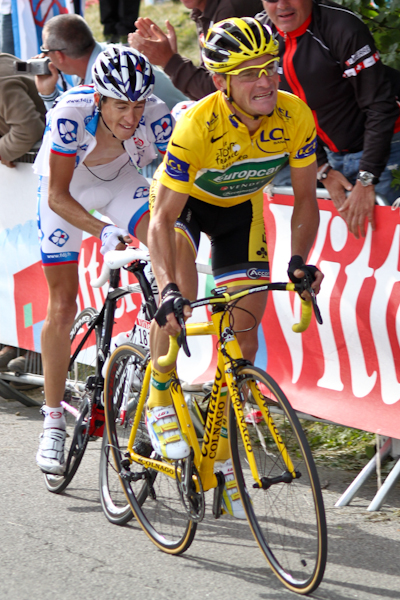
ووکلر با پیراهن طلایی در تور دو فرانس ۲۰۱۱

سال ۲۰۱۱ بهترین فصل حرفه‌ای ووکلر بود. در مسابقات بهار هشت پیروزی به دست آورد. از جمله برندهٔ دو مرحلهٔ پاریس–نیس شد.
در مرحلهٔ نهم تور دو فرانس ووکلر رهبر گروه پیشتاز بود و از تصادفی که منجر به مصدومیت دو رکابزن شد، جان به در برد. در پایان مرحله، دوم شد و رهبری رده‌بندی اصلی را به دست آورد. او توانست پیراهن طلایی را در مراحل کوهستانی پیرنه حفظ کند؛ ولی در مرحلهٔ نوزدهم که مشکل‌ترین مرحله بود و در آلپ دوئز خاتمه می‌یافت، رهبری تور را از دست داد. در پایان تور، ووکلر در رتبهٔ چهارم رده‌بندی اصلی قرار گرفت. در آن زمان، رتبهٔ چهارمی ووکلر، بهترین نتیجهٔ رکابزنان فرانسوی در تور دو فرانس از سال ۲۰۰۰ بود.
قرارداد ووکلر برای فصل ۲۰۱۱ سالانه ۴۲۰ هزار یورو بود که او را دومین رکابزن گران‌قیمت فرانسوی پس از سیلون شاوانل کرد. قرار بود به کوفیدیس منتقل شود؛ ولی تصمیم گرفت در تیم یوروپ‌کار بماند.

### فصل ۲۰۱۲

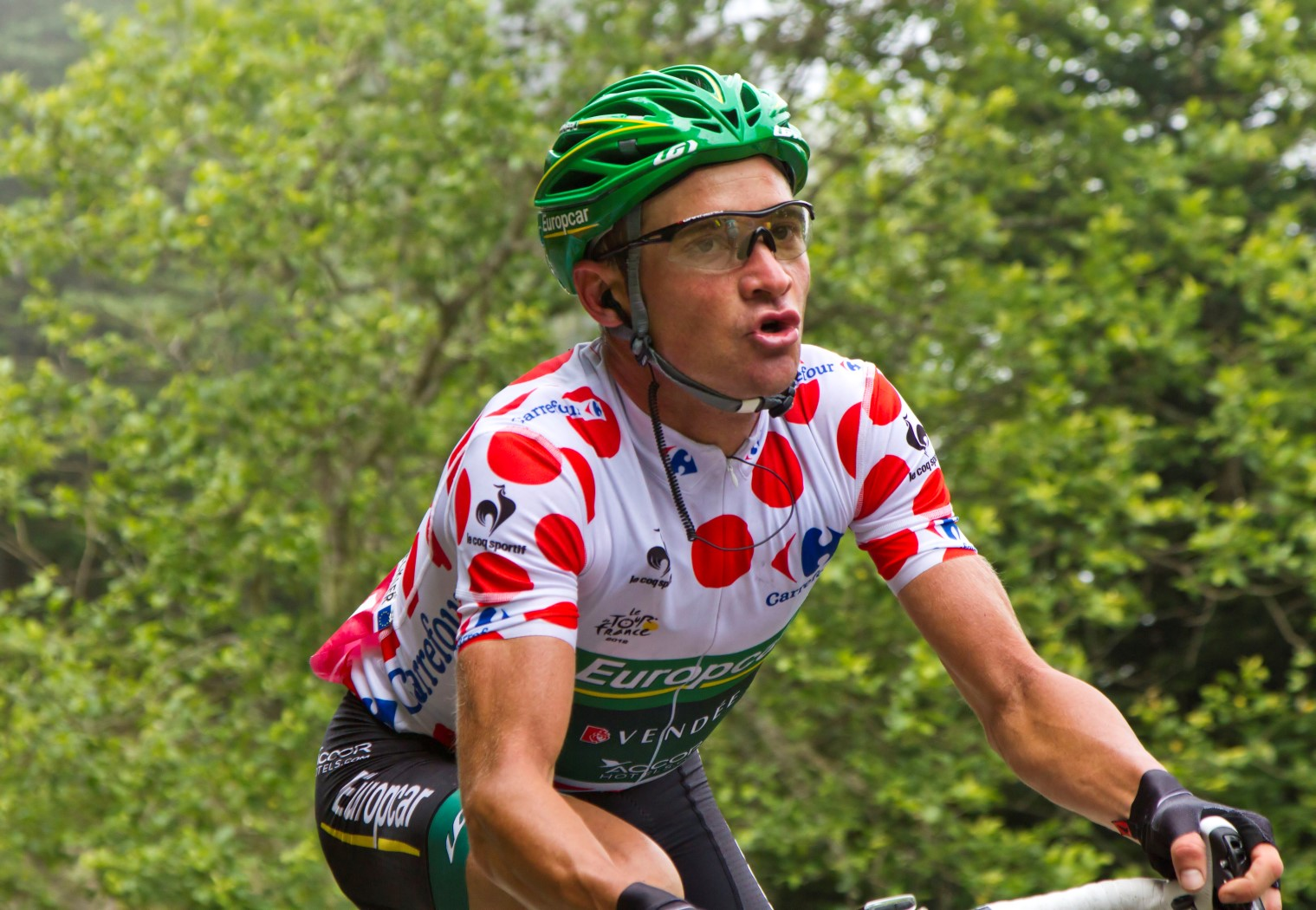
ووکلر با پیراهن کوهستان در تور دو فرانس ۲۰۱۲

نتیجه‌گیری ووکلر در بهار ۲۰۱۲ با قرار گرفتن در میان ده نفر برتر تور فلاندر آغاز شد. ده روز بعد، برندهٔ برابانتسه پایل شد. سپس در پنج نفر برتر مسابقهٔ طلایی آمستل قرار گرفت و پس از آن، در لیژ–باستون–لیژ چهارم شد.
در آغاز تور دو فرانس، ووکلر از درد زانو رنج می‌برد و در آستانه کناره‌گیری بود؛ ولی به تدریج قدرت گرفت و برندهٔ مرحلهٔ دهم شد. سپس در مرحلهٔ شانزدهم که سخت‌ترین مرحلهٔ تور بود و از گردنهٔ تورماله می‌گذشت، به پیروزی رسید. در پایان تور، ووکلر برندهٔ رده‌بندی کوهستان شد.

### فصل‌های پایانی
ووکلر در فصل ۲۰۱۳ نمایش خوبی در مسابقهٔ فلاندر داشت و تا مترهای پایانی بخت قهرمانی داشت؛ ولی در نهایت پنجم شد. در مسابقهٔ طلایی آمستل، تصادف کرد و به بیمارستان منتقل شد. در ژوئن، دوباره آمادگی خود را نشان داد و برندهٔ مرحلهٔ ششم کریتریوم دوفینه شد.
در ژانویهٔ ۲۰۱۴ ووکلر هنگام تمرین پیش از تور داون آندر در استرالیا با خودرویی برخورد کرد و ترقوه‌اش شکست. پس از بازگشت به مسابقات، در مرحلهٔ چهارم تور روماندی از میکل آلبازینی شکست خورد و دوم شد. در تور دو فرانس نیز رتبهٔ دوم مرحلهٔ شانزدهم را به دست آورد. در اوت، در حین تمرین با خودرویی تصادف کرد و کتفش دررفت. در ماه اکتبر، در رتبهٔ دوم پاریس–تور قرار گرفت. او با یله والایس همکاری خوبی داشت؛ تا این که در کیلومتر پایانی والایس عقب نشست و در اسپرینت خط پایان، ووکلر را شکست داد. ووکلر به اندازه‌ای ناراحت شد که در مراسم سکو شرکت نکرد و افزون بر از دست دادن جایزهٔ ۳۷۷۰ یورویی نفر دوم، جریمه نیز شد.
فصل ۲۰۱۵ با نتیجهٔ قابل توجهی برای ووکلر همراه نبود. بهترین عملکردش کسب رتبهٔ پنجم مرحلهٔ ۱۱ تور دو فرانس بود.
در فوریهٔ ۲۰۱۶ ووکلر نخستین پیروزی خود از اوت ۲۰۱۳ را به دست آورد و برندهٔ مرحلهٔ نخست تور پرووانس شد. در اوایل مه نیز قهرمان تور یورکشایر شد.
در سپتامبر ۲۰۱۶ ووکلر اعلام کرد پس از تور دو فرانس ۲۰۱۷ که پانزدهمین تور پیاپی او بود، از دوچرخه‌سواری حرفه‌ای بازنشسته خواهد شد.